# Raoulia cinerea
Raoulia cinerea là một loài thực vật có hoa trong họ Cúc. Loài này được Petrie miêu tả khoa học đầu tiên năm 1912.